# USS Donald W. Wolf (APD-129)
USS Donald W. Wolf (APD-129) là một tàu vận chuyển cao tốc lớp Crosley, nguyên được cải biến từ chiếc DE-713, một tàu hộ tống khu trục lớp Rudderow, và đã phục vụ cùng Hải quân Hoa Kỳ trong Chiến tranh Thế giới thứ hai. Nó là chiếc tàu chiến duy nhất của Hải quân Hoa Kỳ được đặt cái tên này, theo tên Trung sĩ Thủy quân Lục chiến Donald William Wolf (1919-1942), người từng phục vụ cùng Sư đoàn 1 Thủy quân Lục chiến tại Guadalcanal, đã tử trận trong trận sông Matanikau thứ hai vào ngày 9 tháng 10, 1942 và được truy tặng Huân chương Chữ thập Hải quân. Nó đã phục vụ cho đến khi chiến tranh kết thúc, xuất biên chế năm 1946, rồi được chuyển cho Đài Loan năm 1945 và tiếp tục phục vụ như là chiếc ROCS Hua Shan (DE-33) (華山-Hoa Sơn). Con tàu cuối cùng bị bán để tháo dỡ.

## Thiết kế và chế tạo
Thiết kế của lớp Crosley dựa trên việc cải biến lớp tàu hộ tống khu trục Rudderow. Cấu trúc thượng tầng con tàu được mở rộng, đồng thời tháo dỡ bớt vũ khí trang bị để lấy chỗ bố trí nơi nghỉ cho 162 binh lính được vận chuyển cùng khoảng 40 tấn trang bị. Hệ thống động lực tương tự như với các lớp Buckley và Rudderow; là kiểu động cơ turbine-điện General Electric, cung cấp điện năng cho mô-tơ điện để dẫn động hai trục chân vịt.
Dàn vũ khí được giữ lại bao gồm một khẩu pháo 5 inch (130 mm)/38 cal bố trí một phía trước mũi; ba khẩu đội pháo phòng không Bofors 40 mm nòng đôi và sáu pháo phòng không Oerlikon 20 mm; vũ khí chống ngầm gồm hai đường ray Mk. 9 để thả mìn sâu. Thủy thủ đoàn đầy đủ bao gồm 15 sĩ quan và 168 thủy thủ; và con tàu được bố trí tiện nghi để vận chuyển 12 sĩ quan cùng 150 binh lính đổ bộ.
Donald W. Wolf được đặt lườn như là chiếc DE-713 tại xưởng tàu của hãng Defoe Shipbuilding Co. ở Bay City, Michigan vào ngày 17 tháng 4, 1944. Một tuần trước khi được hạ thủy, con tàu được xếp lại lớp như một tàu vận chuyển cao tốc vào ngày 17 tháng 7, 1944, mang ký hiệu lườn mới APD-129, và hạ thủy vào ngày 22 tháng 7, 1944, được đỡ đầu bởi hạ sĩ Thủy quân Lục chiến Dự bị B. S. Wolf, vợ góa của Trung sĩ Wolf. Con tàu nhập biên chế cùng Hải quân Hoa Kỳ tại xưởng tàu Todd-Johnson Dry Dock Company ớ New Orleans, Louisiana vào ngày 14 tháng 4, 1945 dưới quyền chỉ huy của Hạm trưởng, Thiếu tá Hải quân Stephen C. O'Rourke.

## Lịch sử hoạt động

### USSDonald W. Wolf
Sau khi hoàn tất việc chạy thử máy huấn luyện tại khu vực vịnh Guantánamo, Cuba và sửa chữa sau chạy thử máy tại Norfolk, Virginia, Donald W. Wolf chuẩn bị để được điều động sang khu vực Mặt trận Thái Bình Dương. Nó đi đến San Diego, California vào ngày 22 tháng 6, 1945, được tiếp tục huấn luyện trước khi đón lên tàu một đội phá hoại dưới nước (UDT: Underwater Demolition Team) và lên đường vào ngày 16 tháng 8 để hướng sang khu vực Viễn Đông. Con tàu ghé đến Trân Châu Cảng và Eniwetok trước khi đi đến vịnh Buckner, Okinawa vào ngày 4 tháng 9. Nó lên đường vào ngày hôm sau để vận chuyển lực lượng chiếm đóng đến Jinsen, Triều Tiên, rồi quay trở lại Okinawa vào ngày 18 tháng 9.
Một tuần sau đó, Donald W. Wolf khởi hành để đi sang vùng biển Trung Quốc, từng ghé đến viếng thăm Thiên Tân, Yên Đài và Thanh Đảo trước khi quay trở về Okinawa vào ngày 20 tháng 10. Nó lên đường vào ngày hôm sau để vận chuyển hành khách quay trở về Hoa Kỳ, tiễn hành khách rời tàu tại San Diego vào ngày 11 tháng 11. Con tàu được cho xuất biên chế vào ngày 15 tháng 5, 1946 và được đưa về Hạm đội Dự bị Thái Bình Dương.

### ROCSHua Shan(PF-33)
Donald W. Wolf được chuyển cho Trung Hoa dân quốc vào ngày 3 tháng 4, 1965 và phục vụ cùng Hải quân Trung Hoa dân quốc như là chiếc ROCS Hua Shan (PF-33) (華山-Hoa Sơn). Con tàu cuối cùng ngừng hoạt động và bị tháo dỡ nhưng không rõ thời gian.

## Phần thưởng
Nguồn: Navsource Naval History
|  |  |  |
|  |  |  |

| Huân chương Phục vụ Trung Hoa (mở rộng)       | Huân chương Phục vụ Trung Hoa (mở rộng) | Huân chương Chiến dịch Hoa Kỳ        | Huân chương Chiến dịch Hoa Kỳ           |
| Huân chương Chiến dịch Châu Á-Thái Bình Dương | Huân chương Chiến thắng Thế Chiến II    | Huân chương Chiến thắng Thế Chiến II | Huân chương Phục vụ Chiếm đóng Hải quân |